# American National Standards Institute
Het American National Standards Institute (ANSI), tot 1966 de American Standards Association, is een Amerikaanse non-profitorganisatie die het beheer voert over een aantal vrijwillige, Amerikaanse standaarden en normeringen.
De ANSI is in 1918 opgericht onder de naam American Engineering Standards Committee (AESC) als een samenwerkingsverband van een aantal Amerikaanse ingenieursorganisaties (onder andere de Institute of Electrical and Electronics Engineers (IEEE), destijds de AIEE) met als doel het invoeren en promoten van het gebruik van verschillende standaarden en normeringen binnen de Verenigde Staten (later ook internationaal) om zo de concurrentiepositie van Amerikaanse bedrijven te verstevigen. In 1928 veranderde zij haar naam in American Standards Association (ASA). Aan deze naam herinnert de ASA-standaard voor lichtgevoeligheid van film. Na een reorganisatie in 1966 ging de organisatie door als United States of America Standards Institute (USASI). In 1969 nam zij haar huidige naam aan.
Ongetwijfeld de bekendste standaard van de ANSI is de ANSI-tekenset voor computers. Deze tekenset is zo bekend dat er vaak verwarring ontstaat en veel mensen denken dat ANSI in feite deze tekenset is en niet beseffen dat er nog een heel instituut bij hoort dat zich ook met totaal andere onderwerpen bezighoudt.